# Astaroth

Sigillo di Astaroth

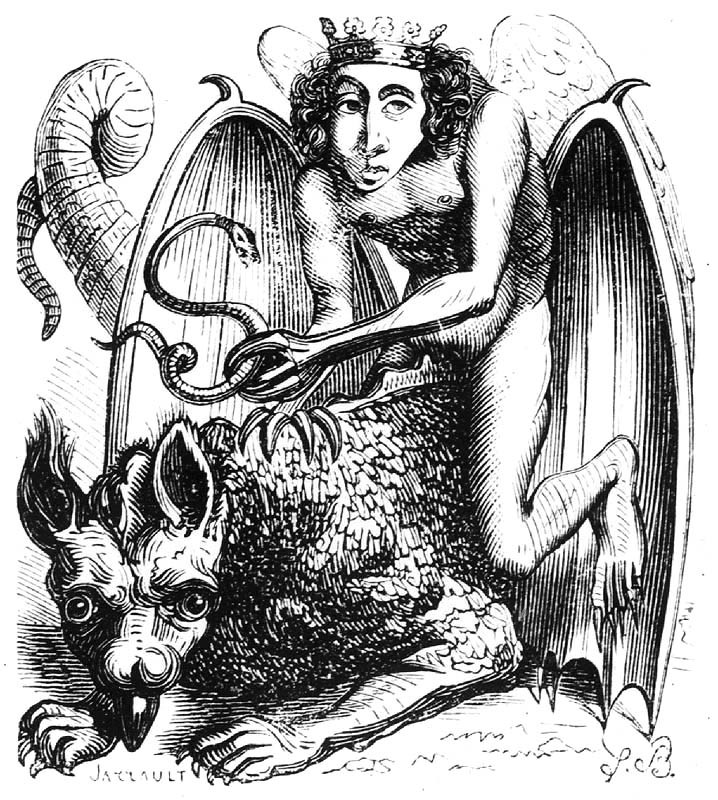
Astaroth secondo il Dizionario infernale (1818)

Nella demonologia medievale, Astaroth (anche chiamato, Elestor) è descritto come un principe dell'Inferno o duca dell'Inferno, a seconda dei vari grimori. Nella gerarchia dei demoni proposta dalla Cabala esoterica, Astaroth è a capo degli spiriti impuri perturbatori di anime (Gamchicolh).

## Origine
Il termine Astaroth trae la sua origine da Astarte, divinità fenicia femminile adorata attorno al II secolo a.C. Essa ha come equivalente babilonese Ishtar e precedentemente la sumera Inanna. È menzionata nella Bibbia ebraica nella forma Ashtoreth (singolare) e Ashtaroth (plurale, in riferimento alla presenza di più statuette di Ashtoreth). Tale ultima forma fu direttamente traslitterata nelle prime versioni della Bibbia in greco antico e in latino, nelle quali si perde l'accezione femminile e plurale dell'originale in ebraico.

## Descrizione
La prima apparizione di Astaroth quale demone maschile è nel diciannovesimo capitolo del Libro di Abramelin, grimorio scritto nella prima metà del XV secolo, tra gli otto sotto-principi assieme Magoth, Asmodeus, Beelzebub, Oriens, Paimon, Ariton ed Amaimon, i quali vanno «legati» e dominati per evitare la loro influenza nefasta.
In Pseudomonarchia Daemonum del 1577, Johann Weyer lo descrive in questi termini: "Astaroth è un grande e potente duca, che si manifesta direttamente nella forma di un angelo caduto, seduto sopra un dragone infernale e portando nella sua mano destra una vipera" e afferma che esso è al comando di 40 legioni dei demoni; inoltre che 
doveva essere invocato con un anello magico per proteggersi dal suo alito fetido. Tale descrizione è simile a quella data dalla Piccola chiave di Salomone del XVIIsecolo.
Nel Dizionario infernale del 1818, Astaroth è raffigurato come un uomo nudo con due paia di ali e piedi e mani di drago, con in testa una corona con un campanello, tiene in una mano un serpente e cavalca un lupo (o un cane).
Secondo Gabriele Amorth, tale demone è nella prima gerarchia assieme a Beelzebub e Lucifero, in una sorta di triade.

## Funzione
La figura di Astaroth come demone non è ben definita.
- Secondo Padre Sebastien Michaelis Astaroth è un demone della Prima gerarchia, che seduce con pigrizia e vanità,[6] e il suo avversario è San Bartolomeo che protegge gli uomini dalle sue tentazioni.[7]
- Secondo altri insegna scienze matematiche, può rendere gli uomini invisibili e guidarli a tesori nascosti e rispondere a qualsiasi domanda.[8]
- Alcuni demonologi del XVI secolo sostengono che ad agosto egli attacchi gli esseri umani più forti.

Ha 4 assistenti:
- Aamon
- Pruslas, che collabora anche con Satana per sedurre le donne
- Barbatos
- Rashaverak